# سو جوهانسون
سو جوهانسون (انگلیسی: Sue Johanson؛ زادهٔ ۱۶ مارس ۱۹۳۰؛ وفات ۲۸ ژوئن ۲۰۲۳) یک پرستار، آموزگار مسائل جنسی، نویسنده اهل کانادا است.
او دانش‌آموختهٔ رشتهٔ پرستاری در دانشکدهٔ پرستاری سنت بونی‌فیس در وینیپگ است که پس از ازدواج با یک برق‌کار سوئدی-کانادایی به منطقهٔ نورث یورک تورنتو آمد و در سال ۱۹۷۲ میلادی یک کلینیک پیشگیری از بارداری در دبیرستان دان‌میلز سی‌آی گشود. سپس به تحصیلات خود را در رشته‌های روابط انسانی (در مؤسسهٔ روابط انسانی)، تنظیم خانواده (در دانشگاه تورنتو) و میل جنسی در انسان (در دانشگاه میشیگان) پی گرفت و به عنوان مشاور مدرس مسائل جنسی فارغ‌التحصیل شد.
شهرت او نخستین بار از برنامهٔ رادیویی یک‌ساعته‌اش در ایستگاه رادیویی Q107 در تورنتو که اختصاص به موسیقی راک داشت، آغاز گشت و تدریجاً فراگیر شد. در این برنامه، او به‌صورت تلفنی به مخاطبان خود در زمینهٔ مسائل جنسی، مشاوره می‌داد. کمی بعد زمان این برنامه به دو ساعت افزایش داد و به مدت ۱۹ سال از ۱۹۸۴ تا ۲۰۰۵ ادامه یافت. از سال ۱۹۸۵ میلادی، این برنامه رادیویی به یک شوی تلویزیونی محلی مبدل گشت و سرانجام از سال ۱۹۹۶ میلادی به یک برنامهٔ سرتاسری کشوری تبدیل شد که از «شبکهٔ تلویزیونی زنان» (WTN) پخش می‌شد.
او مؤلف چنین کتاب در زمینهٔ آموزش مسائل جنسی است و نویسندهٔ یک ستون اختصاصی در روزنامهٔ کثیرالانتشار تورنتو استار است.
سو جوهانسون برندهٔ نشان‌ها و جوایز گوناگونی شده‌است که از آن میان می‌توان به نشان مریت، صلیب ویکتوریا، صلیب شجاعت کانادا، نشان کانادا و «جایزهٔ مرکز بانهم» اشاره کرد.

## مرگ
جوهانسون در ۲۸ ژوئن ۲۰۲۳ در تورن‌هیل، انتاریو درگذشت.